# Chaumont (Haute-Marne)
Chaumont város Franciaország Grand Est régiójában, Haute-Marne megye székhelye (prefektúra). Lakosainak száma 21 418 fő (2022. január 1.). Chaumont Condes, Jonchery, Laville-aux-Bois, Neuilly-sur-Suize, Richebourg, Semoutiers-Montsaon, Treix, Verbiesles, Villiers-le-Sec, Biesles és Chamarandes-Choignes községekkel határos.

## Népesség
A település népességének változása:
| Lakosok száma | 25 779 | 27 554 | 27 041 | 24 357 | 22 560 | 22 333 | 21 945 | 21 847 | 21 770 | 21 418 |
|               | 1968   | 1982   | 1990   | 2006   | 2013   | 2015   | 2017   | 2019   | 2020   | 2022   |